# Víctor Casadesús
Víctor Manuel Casadesús Castaño (Palma di Maiorca, 28 febbraio 1985) è un calciatore spagnolo, attaccante svincolato.

## Carriera

### Club
Cresciuto nel Maiorca, esordisce con la prima squadra 17 aprile del 2005, nello 0-0 casalingo con il Valencia.
Durante la seconda metà della campagna 2007-2008 passa alla Real Sociedad in seconda divisione.
Tornò in seguito alle Isole Baleari, e nell'agosto del 2008 si trasferisce al Gimnàstic de Tarragona.
Nel 2009-2010 torna nella rosa del Maiorca. Il 14 gennaio 2010 ha segnato una doppietta contro il Rayo Vallecano; in campionato la squadra è arrivata quinta qualificandosi per la UEFA Europa League, e Casadesús ha segnato 4 gol.

### Nazionale
Ha partecipato al campionato europeo Under-19 2004, giocando poi per l'Under-20.

## Palmarès

### Club

#### Competizioni nazionali
- Segunda Division: 1

Levante: 2016-2017
- Supercoppa d'Andorra: 1

Inter Escaldes: 2021
- Campionato andorrano di calcio: 1

Inter Escaldes: 2021-2022

### Nazionale
- Campionato d'Europa Under-19: 1

2004